# Erdal Yıldız

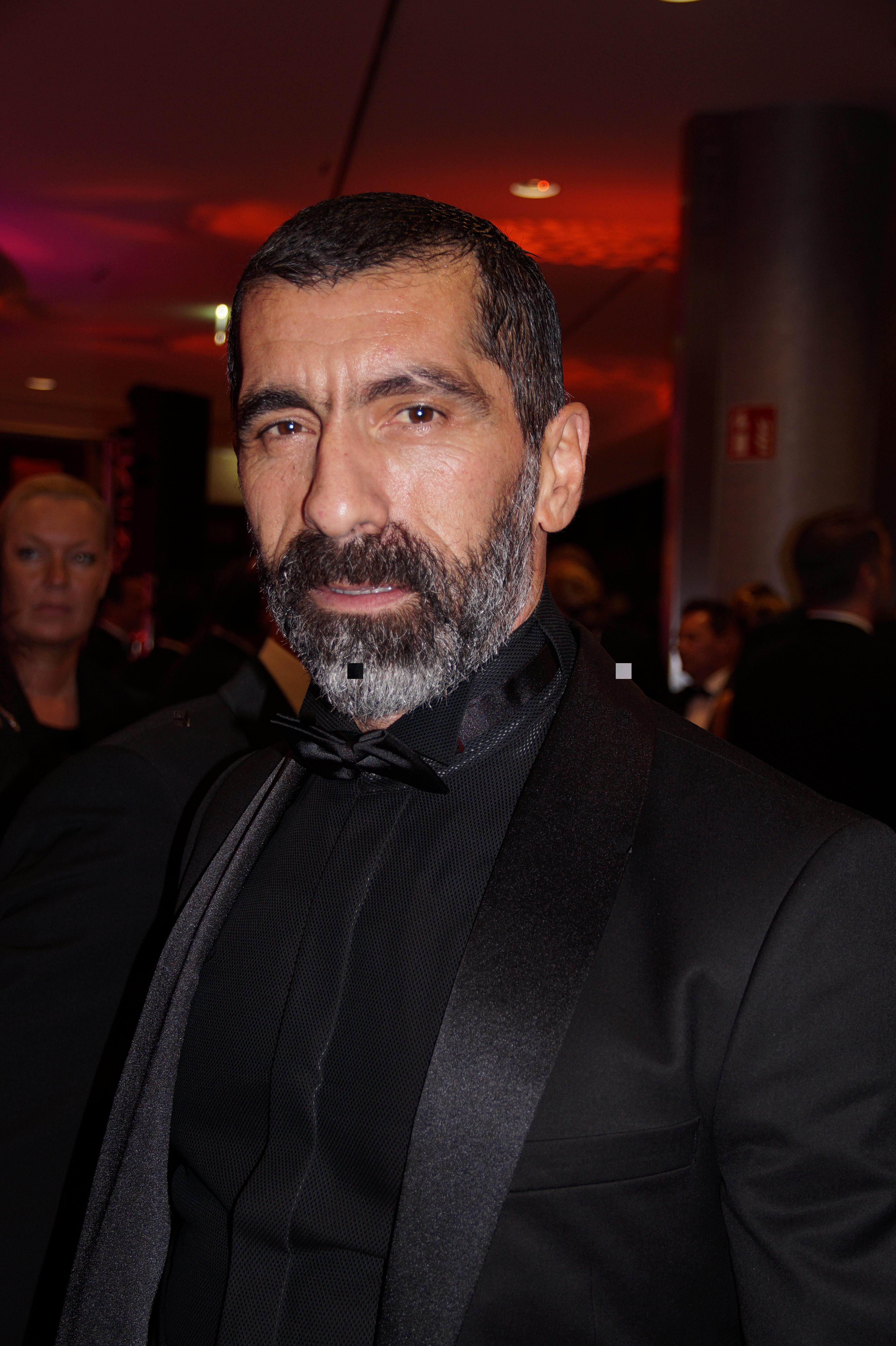
Erdal Yıldız 2016

Erdal Yıldız (* 1966 in Tunceli, Türkei) ist ein deutsch-türkischer Schauspieler kurdischer Abstammung.

## Leben und Wirken
Erdal Yıldız zog im Alter von sieben Jahren mit seinen Eltern nach Deutschland. Von 1991 bis 1993 besuchte er die New Yorker Niederlassung der Schauspielschule Lee Strasberg Theatre and Film Institute und studierte dort Schauspiel. Hier übernahm er auch die Regie für die Bühnenstücke A Streetcar Named Desire und Cat on a Hot Tin Roof.

## Filmografie (Auswahl)
- 1997: Tatort: Willkommen in Köln (Fernsehreihe)
- 1998: Lola und Bilidikid
- 1998: Aprilkinder
- 2000: Verkehrsinsel
- 2000: Freunde
- 2002: Tatort: Oskar
- 2002–2006: Blond: Eva Blond! (Fernsehserie, 6 Folgen)
- 2003: Tatort: Mutterliebe
- 2004: Tatort: Odins Rache
- 2006: Nette Nachbarn küsst man nicht
- 2008: SOKO Leipzig – Istanbul Connection
- 2008: Berlin Calling
- 2009: Kommissar Stolberg – Die Tote vom Fluss
- 2011: Kommissar Stolberg – Abgezockt
- 2012: Sams im Glück
- 2012: Uçurum (türkische Fernsehserie)
- 2013: Kokowääh 2
- 2013: Tatort: Willkommen in Hamburg
- 2013: Fack ju Göhte
- 2014: Tatort: Kopfgeld
- 2015: Halbe Brüder
- 2016: Tatort: Der große Schmerz
- 2016: Tatort: Fegefeuer
- 2016: Tschiller: Off Duty
- 2016: Alarm für Cobra 11 – Die Autobahnpolizei (Fernsehserie, Folge Die falsche Seite)
- 2016: In aller Freundschaft – Die jungen Ärzte (Fernsehserie, Folge Glaub an dich)
- 2018: Sandstern
- 2018: Tom Clancy’s Jack Ryan (Fernsehserie, Folge Böse Menschen, gute Menschen)
- 2019: Halka (Fernsehserie, 19 Folgen)
- 2019: Beck is back! (Fernsehserie, Folge Pro Bono)
- 2019: Der Auftrag
- 2019: Skylines (Fernsehserie, sechs Folgen)
- 2020: Enfant Terrible
- 2022: Der Kommissar und die Eifersucht
- 2023: Eine Billion Dollar (Fernsehserie)
- 2024: Crooks (Fernsehserie)

## Theater (Auswahl)
- 2015: Komödie am Kurfürstendamm: Ziemlich beste Freunde